# Johan Olof Wallin
Johan Olof Wallin (Stora Tuna, 15 ottobre 1779 – Uppsala, 30 giugno 1839) è stato un arcivescovo luterano e poeta svedese, arcivescovo di Uppsala dal 1837 fino alla sua morte.

## Biografia

### La giovinezza
Nacque a Stora Tuna, nella provincia di Dalarna. Era il primogenito di una grande famiglia e frequentò la scuola a Falun. I suoi genitori non erano molto ricchi, ma viste le sue capacità di apprendimento riuscì ad iscriversi all'Università di Uppsala nel 1799. Quattro anni dopo ottenne il philosophiae magister e dopo tre anni fu ordinato sacerdote.
Durante gli studi, pubblicò la sua prima poesia su un giornale di Uppsala (1802). Negli anni successivi scrisse e tradusse altre opere poetiche, e ricevette molti premi dall'Accademia Svedese. Tra le sue traduzioni che ottennero premi si ricordano quelle di Orazio e Virgilio; per una canzone riguardante Gustavo III di Svezia ricevette un premio di 200 ducati. La sua poetica, comunque, era considerata da alcuni troppo retorica ed arretrata, se confrontata con quella dei poeti romantici. Wallin non sottovalutò le critiche, ma si adattò al nuovo stile più dettato dalle emozioni e meno influenzato dai poeti latini.

### Opere religiose
Nel 1810 sposò Anna Maria Dimander e, nello stesso anno, fu eletto all'Accademia Svedese. Inoltre, si occupò della creazione di un nuovo volume di inni religiosi. Il progetto fu terminato nel 1816 ed approvato dal sovrano nel 1819, cosicché fu stampato nello stesso anno. Dei 500 inni, Wallin ne aveva scritti 128, tradotti 23 e si era occupato di revisionarne altri 178.
Rivestì varie cariche ecclesiastiche durante la sua vita. L'ultima fu quella di Arcivescovo di Uppsala, primate della Chiesa di Svezia, ma prima di raggiungere Uppsala, morì improvvisamente nel 1839 e fu sepolto a Stoccolma. Il Dizionario Enciclopedico Svedese del 1906 racconta che la sua morte fu molto sentita dal popolo svedese.

## Eredità
Negli anni trascorsi tra la sua morte e la fine del XIX secolo, fu molto amato e lodato da scrittori ed intellettuali svedesi. In alcune città fu celebrato il centesimo anniversario dalla sua nascita (1879). Un monumento a lui dedicato fu costruito presso la sua città natale, e nel 1917 un suo busto fu inaugurato a Falun. Nel XX secolo, il forte luteranesimo associato a Wallin diventò sempre meno popolare, in quanto considerato oppressivo. Inoltre, la crescente secolarizzazione fece diminuire ancora di più la sua reputazione. Oggi, Wallin è ricordato esclusivamente per i suoi inni religiosi utilizzati nella Chiesa svedese, tra i quali l'inno natalizio Var hälsad, sköna morgonstund.
Oltre agli inni, Wallin scrisse molte poesie non religiose che riscossero un certo successo all'epoca. Pubblicò sermoni e discorsi. Alcuni suoi inni sono stati tradotti in inglese e pubblicati in raccolte come il Lutheran Book of Worship. Tra questi vi sono Var hälsad sköna morgonstund (Ave a te, oh giorno benedetto), Du som fromma hjärtan vårdar (Cristiani, mentre siete sulla Terra) e Vi lovar Dig, O Store Gud (Ti adoriamo, o Dio della potenza).
Il suo stile è descritto come malinconico, ma anche estatico. Spesso i suoi canti parlano di morte, con riferimenti e citazioni frequenti dalla Bibbia. La sua opera principale è la poesia Angelo della Morte, terminata solo un anno prima della sua morte.

## Genealogia episcopale
La genealogia episcopale è:
- Papa Clemente VII
- Vescovo Petrus Magni
- Arcivescovo Laurentius Petri
- Vescovo J.J. Vestrogothus
- Vescovo Petrus Benedicti
- Arcivescovo Abraham Angermannus
- Arcivescovo Petrus Kenicius
- Arcivescovo Olaus Martini
- Arcivescovo Laurentius Paulinus Gothus
- Vescovo Jonas Magni
- Arcivescovo Johannes Canuti Lenaeus
- Arcivescovo Johan Baazius il Giovane
- Arcivescovo Olov Svebilius
- Arcivescovo Erik Benzelius il vecchio
- Vescovo Jesper Svedberg
- Arcivescovo Johannes Steuchius
- Arcivescovo Karl Fredrik Mennander
- Arcivescovo Uno von Troil
- Arcivescovo Jacob Axelsson Lindblom
- Arcivescovo Carl von Rosenstein
- Arcivescovo Johan Olof Wallin